# I Cumbre de la Celac de 2013
La I Cumbre de la Comunidad de Estados Latinoamericanos y Caribeños se realizó en Santiago de Chile los días 27 y 28 de enero de 2013. Fue antecedida por la I Cumbre de la Comunidad de Estados Latinoamericanos y Caribeños y la Unión Europea celebrada en la misma ciudad entre el 26 y 27 de enero.
Fue organizada por Chile, cuyo presidente, Sebastián Piñera, tenía la presidencia pro tempore del organismo, y que en la cumbre le fue entregada a Raúl Castro, presidente de Cuba. Originalmente debía ser celebrada durante 2012, pero Chile solicitó en enero de ese año que fuera pospuesta para 2013.
La cumbre culminó con la aprobación de la «Declaración de Santiago».

## Países participantes
- Antigua y Barbuda
- Argentina
- Bahamas
- Barbados
- Belice
- Bolivia
- Brasil[nota 1]
- Chile
- Colombia
- Costa Rica
- Cuba
- Dominica
- Ecuador
- El Salvador
- Guatemala
- Granada
- Guyana
- Haití
- Honduras
- Jamaica
- México
- Nicaragua
- Panamá
- Paraguay
- Perú
- República Dominicana
- San Cristóbal y Nieves
- Santa Lucía
- San Vicente y las Granadinas
- Surinam
- Trinidad y Tobago
- Uruguay
- Venezuela[nota 2]